# Urkundenbuch des Herzogthums Steiermark
Das Urkundenbuch des Herzogthums Steiermark (kurz: StUB) ist eine Edition der ältesten Geschichtsquellen der Steiermark in Österreich. Die darin gesammelten Urkunden stammen aus den Jahren 798 bis 1276 und beziehen sich auf die Steiermark in ihren Grenzen bis 1918.

## Geschichte
Im Zuge der aufblühenden Geschichtsforschungen im 19. Jahrhundert wuchs auch der Bedarf, die alten Urkunden des Landes systematisch zusammenzustellen. Auf Initiative des Historischen Vereines für Steiermark gab Joseph von Zahn die ersten drei Bände des Urkundenbuchs des Herzogtums Steiermark heraus, welche den Zeitraum von 798 bis 1260 erfassten.
Im 20. Jahrhundert führte die Historische Landeskommission für Steiermark das Werk fort und gab ein Ergänzungsheft zu den ersten drei Bänden und den vierten Band heraus, welcher die Regierungszeit des böhmischen Königs Ottokar II. Přemysl über die Steiermark umfasst. Eine Neubearbeitung der ersten drei Bände und die Fortsetzung des Urkundenbuchs wurden an Friedrich Hausmann übertragen, der 2007 eine Online-Version des ersten Bandes des Urkundenbuches erstellte.

## Bände
Bisher herausgegebene Bände:
- Joseph von Zahn: Urkundenbuch des Herzogthums Steiermark. I. Band: 798–1192. Verlag des Historischen Vereines für Steiermark, Graz 1875 (digital.onb.ac.at).
- Joseph von Zahn: Urkundenbuch des Herzogthums Steiermark. II. Band: 1192–1246. Verlag des Historischen Vereines für Steiermark, Graz 1879 (digital.onb.ac.at).
- Joseph von Zahn: Urkundenbuch des Herzogthums Steiermark. III. Band: 1246–1260. Verlag des Historischen Vereines für Steiermark, Graz 1903 (archive.org).
- Hans Pirchegger, Otto von Dungern: Urkundenbuch des Herzogtumes Steiermark. Ergänzungsheft zu den Bänden I bis III. Selbstverlag der Historischen Landeskommission für Steiermark, Graz 1949 (PDF bei hlk.steiermark.at).
- Gerhard Pferschy: Urkundenbuch des Herzogtums Steiermark. Vierter Band. 1260–1276. Verlag Adolf Holzhausen, Wien 1975 (PDF bei hlk.steiermark.at).